# Thomas Young (fizik)
Thomas Young, angleški fizik, zdravnik, fiziolog, profesor in egiptolog, * 13. junij 1773, Milverton, grofija Somerset, Anglija, † 10. maj 1829, London.

## Življenje in delo
Young se je rodil v kvekerski družini kot najmlajši od desetih otrok.
Pri svojih štirinajstih letih je znal naslednje jezike: grščino, latinščino, italijanščino, kaldejščino, starosirščino, samaritanščino, arabščino, perzijščino, turščino in amharščino. 
Ukvarjal se je tudi s preučevanjem hieroglifov. Deloval pa je tudi na področju medicine, fiziologije, fizike in astronomije. Odkril je interferenco svetlobe, akomodacijo (prilagodljivost) očesne leče, astigmatizem (motnjo vida zaradi neenakomerne ukrivljenosti šarenice).